# Рогачі (Березівський район)
Рогачі (біл. Рагачы) — село в Білорусі, у Березівському районі Берестейської області. Орган місцевого самоврядування — Селецька сільська рада.

## Географія
Розташоване біля річки Ясельди, за 15 км на захід від Берези.

## Історія
1888 року на території села був виявлений монетний скарб, захований в землю в 988 році.

## Населення
За переписом населення Білорусі 2009 року чисельність населення села становила 12 осіб.

## Особистості

### Народилися
- Костянтин Харлампович (1870—1932), український історик[2].